# Parafia św. Andrzeja Apostoła w Kędzierzynie
Parafia Świętego Andrzeja Apostoła w Kędzierzynie – parafia rzymskokatolicka należąca do dekanatu witkowskiego, erygowana w 1321 roku, przez arcybiskupa gnieźnieńskiego Janisława. Obecnie istniejący kościół parafialny pochodzi z 1840 roku i powstał na miejscu rozebranej wcześniejszej drewnianej świątyni z 1719 roku, ufundowanej przez arcybiskupa Stanisława Szembeka.

## Historia parafii
Najstarszym odnotowanym  na kartach historii proboszczem był Jakub, kurator Kędzierzyna w latach 1413–1418]
Według danych z 1521 roku, przed tą datą do parafii w Kędzierzynie należały miejscowości: Kędzierzyn, Szczytniki, Żelazkowo, Wola Skorzęcka, Trzuskołoń, Lubochnia, Wierzbiczany, Goczałkowo. Natomiast po roku 1521 dodatkowo w granicach parafii znalazły się: Braunsfeld, Charlottenhof, Folwark, Jelonek, Kalina, Kujawki, Młynek, Piaski, Zdroje. Ostatecznie w 1869 roku, teren administracyjny parafii objął wszystkie wyżej wymienione wsie, a także Mijanowo (Taushendorf), osadę powstałą w wyniku przesiedlenia ludności z Piasków, Huby Kędzierzyńskie i Huby Szczytnickie. Odłączone natomiast zostały Goczałkowo – wieś przyłączono do parafii w Niechanowie, a także Kalina przyłączona w roku 1869 do Trzemeszna.
Parafia kędzierzyńska do roku 1869 należała do dekanatu świętej Trójcy w Gnieźnie. Od początku istnienia kościoła kędzierzyńskiego, kolatorem świątyni byli arcybiskupi gnieźnieńscy. Według źródeł, przed rokiem 1869, proboszczowie kędzierzyńscy prowadzili trzy szkoły parafialne: w Kędzierzynie, Szczytnikach i Trzuskołoniu, kształcących miejscową ludność na poziomie elementarnym.
W roku 1901 obszar parafii kędzierzyńskiej tworzyły następujące wsie i osady: Kędzierzyn, Szczytniki, Kujawki, Trzuskołoń, Żelazkowo, Wola, Braunsfeld, Huby, Jelonek, Wierzbiczany, Kalina, Piaski, Osiniec, Lubochnia, Głydowo, Folwark. Obecnie zasięg parafii obejmuje następujące miejscowości: Kędzierzyn, Szczytniki Duchowne, Wierzbiczany, Wola Skorzęcka, Lubochnia, Trzuskołoń, Żelazkowo.
 2 marca w Kościele w Kędzierzynie dokonał się akt włamania do kościoła, w którym nieznani włamywacze dokonali kradzieży monstrancji i kielich mszalnego oraz profanacji Najświętszego Sakramentu wysypując na ołtarz konsekrowane hostie.

## Proboszczowie
- brak danych
- 1413–1418 – ks. Jakób
- w roku 1434 – ks. Stanisław
- brak danych
- 1718–1740 – ks. Jasiński
- od 1740 – ks. Nowacki
- od 1768 – ks. Wojciech Madaliński
- do 1811 – ks. Jan Ryczywolski
- 1812–1848 – ks. Stanisław Jaroszewski
- od 1848 – ks. Reichert
- 1849–1856 – ks. Buske
- 1856–1868 – ks. Michal Eichstaedt[2]
- 1869–1891 – ks. Teodor Neumann
- 1892–1915 – ks. Walenty Roesler
- 1915–1935 – ks. Witold Nowakowski
- 1935–1937 – ks. Brunon Steuer
- 1937–1987 – ks. Mieczysław Figas
- 1987–2022 – ks. Henryk Sobiereiski[3]
- od 2022 – ks. Tomasz Zakrzewski[4]